# Tomaszówka (powiat chełmski)
Tomaszówka – kolonia w Polsce położona w województwie lubelskim, w powiecie chełmskim, w gminie Sawin. Leży przy drodze wojewódzkiej nr 812. 
W latach 1975–1998 miejscowość należała administracyjnie do województwa chełmskiego. 
Według Narodowego Spisu Powszechnego (III 2011 r.) liczyła 79 mieszkańców i była osiemnastą co do wielkości miejscowością gminy Sawin.
Wierni Kościoła rzymskokatolickiego należą do parafii Matki Bożej Wspomożenia Wiernych w Bukowej Wielkiej.
| SIMC    | Nazwa  | Rodzaj        |
| ------- | ------ | ------------- |
| 0107407 | Borowa | część kolonii |